# République de Sonora
Pour les articles homonymes, voir Californie (homonymie).
Ne doit pas être confondu avec République de Sonore.
1853–1854
Entités précédentes :
- République de Basse-Californie

Entités suivantes :
- Territoire de la Basse-Californie

La république de Basse-Californie et de Sonora ou simplement connue comme la république de Sonora était une république fédérale éphémère non-reconnue par le flibustier William Walker en 1854. Basée en Basse-Californie et aussi revendiquée (mais jamais contrôlée) par Sonora. Les actions de Walker ont eu un regain d'intérêt à San Francisco, où des obligations pour la république de Sonora ont été vendues, et ce drapeau aussi flotté. Son entreprise, cependant, a souffert d'un manque de marchandises et d'un mécontentement interne ; le gouvernement mexicain força Walker à battre en retraite rapidement.

## Histoire
À l'été 1853, un aventurier Américain et flibustier nommé William Walker voyagea de Guaymas cherchant l'accord du gouvernement du Mexique la création d'une colonie qui pouvaitn servir comme frontière fortifiée , protégeant les Etats-Unis d'Amérique des attaques des Amérindiens. Le Mexique refusa, et Walker retourna à San Francisco déterminé à obtenir sa colonie quoi qu'il en soit. Il commença en recrutant des Américain pro-esclavagiste et ceux prônant la Destinée manifeste, la plupart habitant le Kentucky et le Tennessee. Sa colonie tampon proposée d'établir dans la république de Sonora comme une partie de l'Union américaine, comme la république du Texas. Il a financé son projet en « vendant des scripts échangeables sur les terres de Sonora ».
Le 15 octobre 1853, Walker avec 45 hommes envahit et conquit les territoires mexicains de Basse-Californie et de Sonora. Il réussit en prenant La Paz, la capitale peu habitée de Basse-Californie, et déclara la république de Basse-Californie, en s'auto proclamant président et son partenaire Henry P. Watkins comme vice-président. Il soumet la région aux lois de l'état de Louisiane, où l'esclavage reste légal en 1854. il déclara l'indépendance face au Mexique le 10 Janvier 1854. Craignant des attaques du Mexique, Walker bougea deux fois de positions les trois mois suivants, la première à Cabo San Lucas, et plus au nord à Ensenada pour maintenir une position plus sûre des opérations. Il n'a jamais pris le contrôle de Sonora, mais trois mois plus tard, il a déclaré que la Basse-Californie faisait partie d'une plus grande république de Basse-Californie.
Les actions de Walker ont généré de gros intérêts à San Francisco, où des obligations pour la république de Sonora ont été vendues et son drapeau a même été hissé par endroits. Cependant, Walker n'a jamais pu profiter de la popularité de son projet. Un grave manque de fournitures associé à l'extrême aridité de la Basse-Californie, un mécontentement au sein de son parti et une réaction rapide du gouvernement mexicain ont rapidement forcé Walker à battre en retraite.
De retour en Californie, Walker est jugé pour avoir mené un guerre illegal. Le juge indiqua que Walker était coupable d'avoir violé l'accord de paix entre les Etats-Unis d'Amérique et le Mexique après la guerre américano-mexicaine, cependant dans cette période de destinée manifeste son flibustage était soutenu dans les sud et l'ouest des Etats-Unis. À cause de cela, le jury donna sa délibération après huit minutes pour l'acquité.